# Битка на Кошарама
Битка на Кошарама, или пакао Кошара, била је битка између припадника Војске Југославије и припадника терористичке ОВК, подржаване од стране регуларне Војске Албаније и НАТО авијације. Битка се водила око граничног прелаза Раса Кошарес на граници СР Југославије и Републике Албаније између 9. априла и 10. јуна 1999, током НАТО бомбардовања СРЈ.
Циљ напада са албанске стране (операција Стрела) био је остваривање копнене инвазије на Косово и Метохију и пресецање комуникације између јединица ВЈ у Ђаковици и Призрену. Такође, још један циљ је био и заузимање ширег подручја Метохије. После тешких борби ВЈ је успела да порази нападача и спречи његов продор на Косово и Метохију. Припадници ОВК успели су да заузму караулу Кошаре због артиљеријске подршке Војске Албаније, подршке НАТО авијације и малог броја војника ВЈ на том подручју који су морали да се повуку, али су поражени у њиховом плану копнене инвазије на том правцу упркос подршци коју су имали.

## Униформе војника
Српски војници су на Кошарама носили маскирно зелене униформе и шлем М59 који је био пресвучен маскирним платном зелене боје, а на раменима су носили црвени грб са белим орлом.Команданти су носили беретке и маскирне јакне са браон вештачким крзном на оковратнику. Албански војници су углавном били снабдевени НАТО униформама на којима су стављали црвени грб са црним орлом.

## Албански и НАТО планови
План НАТО савеза и Албанаца је био да се поразе јединице ВЈ на пограничном прелазу Кошаре како би се омогућио улазак припадника ОВК и припадника регуларне Војске Албаније на Косово и Метохију и како би се откриле јединице ВЈ и натерале на отворену битку, омогућивши НАТО авијацији да их бомбардује, пошто НАТО није имао успеха у уништавању копнених јединица ВЈ. План је био такође да се освоји Метохија и нанесе тежак пораз ВЈ. Инвазија је оповргнула веровање да током НАТО агресије није дошло до копненог рата.

## Припремање
Пре почетка бомбардовања СРЈ од стране НАТО-а 24. марта 1999, долазило је до спорадичних али крвавих размена ватре између југословенских и албанских граничара потпомогнутих припадницима ОВК, углавном пошто су југословенски граничари спречавали незаконит улазак товара оружја за ОВК на КиМ. Током офанзиве српских снага безбедности у јесен 1998. разбијена је ОВК на територији Косова и Метохије чији су припадници у мањим групама прелазили на територију Албаније и попуњени новим људством враћали се на територију СРЈ. После пропадања преговора у Рамбујеу, али и пре тога, трајало је припремање за копнени улазак на КиМ. Дана, 24. марта 1999. почело је бомбардовање Савезне Републике Југославије са циљем да се отера ВЈ са подручја КиМ. НАТО авиони су жестоко гађали положаје ВЈ на граничном прелазу између СРЈ и Албаније. Скоро 12.000 НАТО војника, међу њима и 5.000 Американаца стигли су у Албанију са више од 30 тенкова и 26 хеликоптера Апача, док су колоне албанских избеглица напуштале КиМ. Било је изолованих оружаних инцидената од када је кренуло бомбардовање али тек 9. априла ОВК је кренула у офанзиву на КиМ преко карауле Кошаре због повољног терена за нападача. Како су положаји ОВК и Албанске војске били на већој надморској висини од положаја ВЈ а сама караула на изузетно неповољном месту ова локација је одабрана као један од праваца продора.

## Албански планови
ОВК и НАТО планирали су изненадан напад кроз караулу Кошаре и продор ка Метохији. Планирали су да заузму Ђаковицу и пресеку линије ВЈ између Ђаковице и Призрена. Њихов крајњи план је био да заузму читаву Метохију и натерају ВЈ на отворени сукоб са њима, како би се откриле снаге ВЈ и омогућило НАТО авијацији да их бомбардује.

## Офанзива
На православни Велики петак, 9. априла 1999, у 03.00 почела је масовна артиљеријска ватра са албанске стране у правцу карауле Морина, где је био лажни напад, како би се интервентне јединице Војске Југославије одвукле у том правцу, да би се око 04.30 часова ватра пренела на караулу Кошаре, уз масовни напад пешадије терористичке ОВК. Ватра је била отворена од стране регуларне Војске Албаније према пограничним положајима ВЈ. У нападу су употребљавани топови, хаубице и минобацачи и ватру су координисали јако добро обучени припадници француске Легије странаца. Албанци су нападали у три правца: први је био према врху Расе Кошарес, други је био према караули Кошаре и трећи према врху Маје Главе (г.к. Ц-4). Током артиљеријског гранатирања, отприлике 1.500 припадника ОВК је непримећено пришло граници. Тада се на првој линији налазило 110 припадника ВЈ (граничари 53. граничног батаљона), одељење минобацача 82 мм и посада бестрзајног топа 82 мм (из састава 125. мтбр). Крвава битка је трајала током целог дана са великим губицима, поготово на страни нападача. После подне је ОВК заузео врх Расе Кошарес и одмах прешао у одбрамбену тактику. То му је такође омогућило да донесе неколико артиљеријских оруђа до тог врха.
Борбе су се наставиле целе ноћи све до поподневних часова следећег дана. Тада је, уз помоћ артиљерије, ОВК заузео Маја Главу и наставио гранатирање карауле Кошаре, а војници ВЈ су морали да напусте караулу поподне. Око 19.00 часова припадници ОВК су ушли у напуштену караулу и велике телевизијске екипе, као амерички Си-Ен-Ен и британски Би-Би-Си, су одмах пренеле да је велики број припадника ОВК ушао у напуштену караулу.
Припадници ВЈ су се повукли према другој линији одбране испод карауле, на положаје који су били лакши за одбрану. Током следећег дана стигла су и појачања Војске Југославије у људству и у артиљеријском оруђу. Једна група припадника ОВК се налазила изнад позиција ВЈ да би ометала и пресецала комуникације и успела је да уништи једно борбено возило.
Током ноћи, ОВК је напао позиције ВЈ на врху Опљазу, покушавајући да сломи отпор војника ВЈ, међутим, сви напади су одбијени уз велике губитке на страни нападача, иако су имали подршку албанске артиљерије.
Следећих дана ОВК је покушавао да сломи отпор друге одбрамбене линије ВЈ али ни ти напади нису имали успеха. ВЈ је довела специјалце, ратне ветеране из прошлих југословенских ратова, као и неколико артиљеријских оруђа.

## Реорганизација Војске Југославије и контранапад
Албанска артиљерија наставила је да бомбардује позиције ВЈ са Маја Главе и Расе Кошареса. Команда ВЈ је одлучила да уради изненадни контранапад. На дан 14. априла војници ВЈ кренули су у напад на Маја Главу. Растојање између два противничка рова није било веће од 50 метара. ВЈ није успела да у потпуности заузме Маја Главу, али је прекинула албанско артиљеријско деловање са тог врха. На Маја Глави фронт је стабилизован, без икаквих промена на линијама до краја рата.
Током априла на Расе Кошаресу није било никаквих промена на линијама фронта и обе стране су трпеле значајне губитке. Војници ВЈ због артиљеријског деловања, а Албанци због неуспелих јуриша покушавајући да сломе одбрамбену линију ВЈ.

## Мај на Кошарама
Мај је започео неуспелим покушајем ВЈ да поврати караулу Кошаре, заустављена је тешком артиљериском ватром. На дан 6. маја, ВЈ је урадила контранапад на позиције ОВК на Расе Кошарес како би зауставила артиљеријско деловање. Следила је крвава битка са великим губицима на обе стране али ВЈ није заузела Расе Кошарес. На дан 10. маја, команда ВЈ је послала два тенка Т-55 да помогну офанзиву на Расе Кошарес. Када су тенкови прошли преко терена који је био готово непроходан за борбена возила, успели су да заузму мање од 100 метара територије, али је ОВК још увек држао Расе Кошарес. Током ноћи између 10. и 11. маја НАТО авијација је бацила забрањене касетне бомбе на војнике ВЈ који су нападали ОВК позиције испод Расе Кошареса, убивши 8 војника и једног официра, а ранивши преко 40. То је омогућило ОВК да одбије снаге ВЈ са те позиције на почетну.
Средином маја водиле су се велике битке на врху Мрчај који је заузет од стране ВЈ, а ОВК је претрпела велике губитке. ОВК је морала да се повуче са тих положаја и ВЈ је, заузевши тај положај, преузела тактичку предност на терену за координацију артиљеријске ватре. Тај успех је Војсци Југославије дозволио стабилизовање терена и задржавање нападача ван линија одбране. Крвава битка на Кошарама трајала је све до 10. јуна без великих промена.

## Губици
Битка на Кошарама је узела многе животе на обе стране. По изјави генерала Живановића, ратног команданта 125. мтбр, у рејону Кошара погинуло је 108 припадника ВЈ (18 официра и подофицира, 50 редовних војника, 13 резервиста, 24 добровољца). Међу погинулима је и руски добровољац Булах Виталиj Глебович. Званични губици ОВК су око 200 мртвих, али сматра се да их је било много више. Осамдесет одсто мртвих бораца ОВК потичу са Косова и Метохије, мада се не зна тачно колико је било из Албаније и Македоније. Званичне информације говоре о три страна држављанина погинула на Кошарама. Два НАТО војника, Француз Арно Пјер (1971) и Италијан Франческо Ђузепе Бидер (1961) као и Мурад Мухамед Алија из Алжира. Током битке је уништено 5 албанских тенкова и тенковска офанзива је сломљена.

## Крај битке
Рат на Косову и Метохији је трајао до 10. јуна 1999. године када је потписан Кумановски споразум и Војска Југославије и српска полиција се повукла заједно са војницима који су учествовали у бици на Кошарама. НАТО је ушао на Косово под именом КФОР као мировна снага, док је ОВК (бар званично) разоружан.

## Публикације
Битка је екранизована у играно-документарном филму Ратне приче са Кошара.
Потпуковник у пензији Драгутин Димчевски 2022. је објавио књигу „Крвава граница”, у којој је ова Битка на Кошарама детаљно описана на основу његовог ратног дневника.
Невен Милаковић Ликота је 2012. године написао песму „Вила са Кошара”, која је били иницијална каписла за ширење истине о борцима који су погинули у јужним деловима Метохије.
Милутин Попадић из Лешка је 2017. године објавио своју песму „Јунаци са Кошара”.
Ненад Милкић је током 2014-2018 написао трилогију „Ми смо бранили Кошаре”, односно три романа: „Последња стража”, „Зов карауле” и „Бесмртни батаљон”.